# Donji Morinj
Donji Morinj je naselje u Boki kotorskoj, u općini Kotor. Smješteno je na polovici puta koji vodi između Kotora i Herceg-Novog.

## Zemljopisni položaj
Područje Donjeg Morinja je izuzetno bogato vodenim tokovima, poradi čega autohtoni mještani svoje naselje zovu i Bokeljskom Venecijom.

## Stanovništvo

### Nacionalni sastav po popisu 2003.
- Hrvati - 11
- Crnogorci - 68
- Srbi -  161
- neopredijeljeni - 7
- ostali -  14